# 保罗·汉布林
保罗·汉布林（英語：Paul Hamblin），英国音频工程师。他因电影国王的演讲提名奥斯卡最佳音响效果奖。自1983年起，汉布林参与了超过120部电影的制作。

## 部分影视作品
- 国王的演讲 (2010)[1]